# Кравцов, Тимофей Кузьмич
Тимофей Кузьмич Кравцов (20 января 1889 — 1972) — русский военный лётчик, прапорщик, участник Первой мировой войны, кавалер Георгиевского оружия (1917) и полный кавалер Георгиевского креста. После Октябрьской революции начал службу в Красной армии.

## Биография
Тимофей Кузьмич родился 20 января 1889 года в Курской губернии в семье крестьян. Общее образование получил на дому. 23 декабря 1910 года был призван на службу в Российскую императорскую армию, службу начал во Владивостокской крепостной военно-телеграфной роте. 23 марта 1911 года получил звание рядового. 28 октября 1912 года Кравцов был переведён на службу в авиационный отдел Офицерской воздухоплавательной школы (окончил авиамоторный класс Теоретических авиационных курсах при Петербургском политехническом институте). Это был первый выпуск авиомотроистов для Российской армии, до этого все аиомеханики получали образование только за границей. 5 декабря 1913 года получил звание ефрейтора.
Принимал участие в Первой мировой войне. 12 июля 1914 года получил звание младшего унтер-офицера. 16 июня 1915 года сдал экзамен на звание военного лётчика при  Военной авиационной школе, в том же году окончил её. 14 июля 1915 года получил звание старшего унтер-офицера и стал лётчиком в 31-м авиационном отряде. К июлю 1916 года «за воздушные разведки» стал полным кавалером Георгиевского креста. 15 августа того же года был произведён в прапорщики (утверждено Высочайшим приказом от 16 сентября 1916 года). 20 мая 1917 года во время разведки на своем летательном аппарате был атакован истребителем противника, который был более технически оснащён, чем аппарат Кравцова. Самолёт Тимофея Кузьмича смог выдержать несколько атак противника, но после ранения наблюдателя-пулемётчика и поломки пулемёта, Кравцов прекратил бой и приземлился на место в расположении 57-й пехотной дивизии. 22 сентября 1917 года был удостоен Георгиевского оружия. 14 марта 1917 года получил звание военного лётчика.
После Октябрьской революции был призван в Красную армию. Служил на должности военного лётчика, затем был назначен командиром 21-го разведывательного авиационного отряда Рабоче-крестьянского Красного воздушного флота (РККВФ). 12 октября 1919 года стал начальником Управления авиации и воздухоплавания 15-й армии, 14 июля 1920 года — командиром 1-го авиационного парка, а 27 декабря повторно занял должность начальника Управления авиации и воздухоплавания 15-й армии.

## Награды
Тимофей Кузьмич был удостоен следующих наград:
- Георгиевское оружие (Постановление Петроградской Георгиевской думы от 22 сентября 1917[3])
— «за то, что 20 мая 1917 г., вылетев для разведки и фотографирования неприятельских позиций в районе Гулевичи-Свидники, после производства 37 снимков, под сильным артиллерийским огнем противника, и детальной разведки его тыла, был атакован вражеским истребителем, причем, несмотря на громадное техническое превосходство неприятельского аппарата, выдержал несколько атак его, и только тяжелое ранение наблюдателя-пулеметчика и полная потеря боеспособности нашего аппарата, с приведением в негодность пулемета, заставили прекратить бой и снизиться в расположении 57-й пехотной дивизии»;
- Орден Святой Анны 3-й степени с мечами и бантом (Приказ по Особой армии № 1119 от 8 ноября 1917);
- Орден Святого Станислава 3-й степени с мечами и бантом (Приказ по Особой армии № 530 от 28 мая 1917)
«за усердную, отважную и упорную боевую работу в течение более полугода в трудной и крайне опасной обстановке»;
- Георгиевский крест 1-й степени (№ 1300; Приказ по 31-му армейскому корпусу № 163 от 18 июня 1916)
— «за воздушные разведки»;
- Георгиевский крест 2-й степени (Приказ по 31-му армейскому корпусу № 63 от 18 февраля 1916)
— «за воздушные разведки»;
- Георгиевский крест 3-й степени (Приказ по 31-му армейскому корпусу № 11 от 8 января 1916)
— «за воздушные разведки»;
- Георгиевский крест 4-й степени (№ 179749; Приказ по 31-му армейскому корпусу № 361 от 1915)
—«за воздушные разведки».